# 쓰카하라 도시오
쓰카하라 도시오(일본어: 塚原 俊郎, 1910년 10월 2일~1975년 12월 7일)는 10선 중의원 의원을 지낸 일본의 정치인이다.

## 생애
1910년 10월 2일에 지금의 이바라키현 히타치오타시에서 태어났다. 구제 미토 중학교, 구제 미토 고등학교를 거쳐 1935년에 도쿄 제국대학(지금의 도쿄 대학) 문학부 사회학과를 졸업한 뒤 도메이 통신사에 입사해 10년 동안 기자로 일했다.
전후에는 관계에 입성해 정보국 정보관, 내무성 지방국 여론조사과장을 역임했으며 1947년에 운수상 마스다 가네시치의 비서관이 되었다. 1949년 총선에 민주자유당 공천을 받아 출마해 당선됐다. 당내에서 아소 다카키치, 후쿠나가 겐지 등과 함께 요시다 시게루의 측근 그룹에 속했다.
보수합동 이후 자유민주당 소속이 되었고 사토 에이사쿠-후쿠다 다케오 파벌에서 활동했다. 건설정무차관, 중의원 예산위원장, 자유민주당 홍보위원장을 거쳐 1966년 12월에 제1차 사토 내각 (제3차 개조)이 출범하자 총리부 총무장관에 취임해 첫 입각했다. 1970년에는 자민당 국회대책위원장이 되어 간사장 호리 시게루와 함께 오키나와 반환 문제에 대처했다. 1972년 1월에 제3차 사토 내각 (개조)이 출범하자 노동상으로 입각해 반 년간 재임했다.
1975년 12월 7일에 이바라키현 나카미나토시 공회당에서 열린 자민당 나카미나토시지부 총회에 참석해 연설하던 중 급성 심부전으로 쓰러진 뒤 그대로 사망했다. 향년 65세. 사후에 정3위에 추서됐다.

## 역대 선거 기록
|  | 15.1% |

|  | 18.7% |

|  | 22.3% |

|  | 18.3% |

|  | 23.5% |

|  | 24.1% |

|  | 25.6% |

|  | 28.3% |

|  | 29.1% |

|  | 27.3% |

| 전임 모리 기요시 | 제14·15대 총리부 총무장관 1966년 12월 3일~1967년 11월 25일 | 후임 다나카 다쓰오 |

| 전임 하라 겐자부로 | 제32대 노동대신 1972년 1월 28일~1972년 7월 7일 | 후임 다무라 하지메 |